# Joker Out

Logo kapely

Joker Out je slovinská indie rocková kapela. Reprezentovala Slovinsko v soutěži Eurovision Song Contest 2023 s písní „Carpe Diem" a ve velkém finále se kapela umístila na dvacátém prvním místě. Vznikla v roce 2016 a vydala dvě alba.

## Kariéra

### Léta 2016-2021: Formace a albumUmazane misli
Skupina vznikla v květnu 2016 po rozpadu kapely Apokalipsa, do které patřili Bojan Cvjetićanin, Martin Jurkovič, Matic Kovačič a Luka Škerlep. Ke třem z nich (Cvjetićanin, Jurkovič a Kovačič) se přidali Kris Guštin a Jan Peteh z Buržuazije a vznikla tak samotná kapela Joker Out. V listopadu téhož roku vydali svůj první singl „Kot srce, ki kri poganja“, ke kterému také natočili svůj první videoklip. 17. června 2017 se stali vítězi 4. sezóny (2016/17) Špil ligy (soutěž žákovských hudebních skupin a sólistů). V listopadu pak vydali svou druhou píseň „Omamljeno telo“. Skupina také vystupovala na mnoha festivalech.
Jejich další singl "Gola", na kterém poprvé spolupracovali s producentem Žare Pakem, vyšel 12. září 2019. 2. listopadu měli svůj první zcela samostatný koncert, který se konal na zámku v Lublani. Po singlu Gola následoval čtvrtý singl "Vem, da greš" v březnu 2020, po něm následovaly "Umazane misli" (říjen 2020) a "A sem ti povedal" (červenec 2021). Jure Maček v této době nahradil bubeníka Matice Kovačiče. Skladba "Umazane misli" byla vybrána publikem jako "Nová slovinská skladba minulého roku" na prvním ročníku festivalu Frišno/Fresh - Den nové slovinské hudby, který se konal 1. října 2021.
Jejich první album Umazane misli vyšlo v říjnu 2021. Původně mělo vyjít v dubnu 2020, ale vydání bylo několikrát odloženo kvůli pandemii covidu-19. Představeno bylo na dvou po sobě jdoucích koncertech 20. a 21. října 2021 v hudebním klubu Cvetličarna, oba byly vyprodány. Druhý koncert natáčela RTV Slovenia. V těchto dvou letech obdrželi dvě ceny Zlata piščala: v roce 2020 za „Nováčky roku“ a v roce 2021 za „Umělce roku“.

### 2022-dosud: albumDemonia Eurovize
V dubnu roku 2022 vydali videoklip k poslednímu singlu z jejich prvního alba s názvem „Barve Oceana“. 12. května na osmém ročníku cen Zlata piščala byli již druhým rokem nominováni na umělce roku. 31. srpna vydali druhé album Demoni, kterému předcházela píseň "Katrina". Prezentační koncert k albu uspořádali 9. září v lublaňském klubu Križanka. 10. října na Instagramu oznámili, že basák Martin Jurkovič odchází z kapely studovat do zahraničí a na jeho místo nastupuje Nace Jordan, člen "Diamanti", domácí kapely pořadu "V petek zvečer". Po "Katrině" na konci října následovala další skladba "Demoni", jejich první singl v srbském jazyce, který představuje jejich první oficiální vydání pro bývalý jugoslávský trh.
Dne 8. prosince 2022 RTV Slovenia oznámila, že Joker Out bude reprezentovat Slovinsko v soutěži Eurovision Song Contest 2023 v Liverpoolu. Nahrávání jejich písně na soutěž proběhlo v prosinci 2022 v německém studiu v Hamburku po dobu 12 dnů. Kapela uvedla, že chce ponechat celou píseň ve slovinštině a řekla: "chceme přeložit slovinštinu do univerzálního jazyka tance a zábavy, kterému rozumí všechny země."  V lednu 2023 kapela natočila svůj videoklip v hlavním městě Slovinska Lublani v Grand Hotelu Union.

## Členové

### Aktuální členové
- Bojan Cvjetićanin - zpěv (2016-dosud)
- Kris Guštin - kytara, doprovodný zpěv (2016-dosud)
- Jan Peteh - kytara, klávesy (2016-dosud)
- Jure Maček - bicí (2021–dosud)
- Nace Jordan - baskytara, doprovodný zpěv (2022-současnost)

### Bývalí členové
- Martin Jurkovič – basa (2016–2022)
- Matic Kovačič – bicí (2016–2021)

## Diskografie

### Alba
| Název                   | Detaily                                                                                                |
| ----------------------- | --- |
| Umazane misli           | - Vydáno: 18. října 2021 - Štítek: Samovolně - Formáty: CD, digitální stahování, streamování, vinyl    |
| Demoni                  | - Vydáno: 31. srpna 2022 - Štítek: Samovolně - Formáty: CD, digitální stahování, streamování, vinyl    |
| Live from Arena Stožice | - Vydáno: 22. prosince 2023 - Štítek: Samovolně - Formáty: CD, digitální stahování, streamování, vinyl |
| Souvenir Pop            | - Vydáno: 15. listopadu 2024 - Štítek: Samovolně - Formáty: CD, digitální stahování, streamování       |

### Singly
| Název                         | Rok  | Pozice v žebříčku | Pozice v žebříčku | Pozice v žebříčku | Album         |
| Název                         | Rok  | FIN               | LTU               | SWE Heat.         | Album         |
| ----------------------------- | ---- | ----------------- | ----------------- | ----------------- | ------------- |
| "Kot srce, ki kri poganja"    | 2016 | —                 | —                 | —                 | —             |
| "Omamljeno telo"              | 2017 | —                 | —                 | —                 | Umazane misli |
| "Gola"                        | 2019 | —                 | —                 | —                 | Umazane misli |
| "Vem, da greš"                | 2020 | —                 | —                 | —                 | Umazane misli |
| "Umazane misli"               | 2020 | —                 | —                 | —                 | Umazane misli |
| "A sem ti povedal"            | 2021 | —                 | —                 | —                 | Umazane misli |
| "Barve oceana"                | 2022 | —                 | —                 | —                 | Umazane misli |
| "Katrina"                     | 2022 | —                 | —                 | —                 | Demoni        |
| "Demoni"                      | 2022 | —                 | —                 | —                 | Demoni        |
| "Carpe Diem"                  | 2023 | 12                | 4                 | 4                 | Souvenir Pop  |
| "New Wave" (s Elvis Costello) | 2023 | —                 | —                 | —                 | —             |
| "Sunny Side of London"        | 2023 | —                 | —                 | —                 | —             |
| "Everybody's Waiting"         | 2024 | —                 | —                 | —                 | Souvenir Pop  |
| "Šta Bih Ja"                  | 2024 | —                 | —                 | —                 | Souvenir Pop  |
| ''Bluza''                     | 2024 | —                 | —                 | —                 | Souvenir Pop  |
| ''Stephanie''                 | 2024 | —                 | —                 | —                 | Souvenir Pop  |

## Ceny a nominace
| Cena                              | Rok  | Kategorie     | Nominovaná píseň   | Výsledek  |
| --------------------------------- | ---- | ------------- | ------------------ | --------- |
| Zlata piščal (The Golden Whistle) | 2020 | Píseň roku    | "Gola"             | nominace  |
| Zlata piščal (The Golden Whistle) | 2020 | Nováček roku  | Joker Out          | vítězství |
| Zlata piščal (The Golden Whistle) | 2021 | Hudebník roku | Joker Out          | vítězství |
| Zlata piščal (The Golden Whistle) | 2022 | Hudebník roku | Joker Out          | vítězství |
| Zlata piščal (The Golden Whistle) | 2022 | Píseň roku    | "Umazane misli"    | nominace  |
| Zlata piščal (The Golden Whistle) | 2022 | Píseň roku    | "A sem ti povedal" | nominace  |
| Zlata piščal (The Golden Whistle) | 2022 | Album roku    | Umazane misli      | nominace  |
| Zlata piščal (The Golden Whistle) | 2023 | hudebník roku | Joker Out          | čekající  |
| Zlata piščal (The Golden Whistle) | 2023 | Album roku    | Demoni             | čekající  |